# Distant Relatives
Albums par Nas
Untitled
(2008) Life Is Good
(2011)
Albums par Damian Marley
Welcome to Jamrock
(2005) SuperHeavy
(2011)
Singles
1. As We Enter
Sortie : 23 février 2010
2. Strong Will Continue
Sortie : 13 avril 2010
3. My Generation
Sortie : 30 août 2010

Distant Relatives est un album collaboratif de Nas et de Damian Marley, sorti le 18 mai 2010.

## Lancement du projet
Le 8 février 2009, aux Grammy Awards, Nas annonce à des journalistes de MTV qu'il travaille sur un album en collaboration avec Damian Marley. Il déclare qu'ils projettent, grâce à cet album, de construire des écoles en Afrique.
De son côté, Damian Marley déclare dans Rolling Stone que l'album est un mélange des deux univers du rap et du reggae et qu'il pourrait servir à construire des écoles au Congo[Lequel ?] . Marley présente cet album comme un « album de charité » mais un album qu'on peut écouter dans sa voiture.
À l'origine, le projet ne devait être qu'un EP de quelques titres et seulement destiné au continent africain.

## Production et enregistrement
Nas et Damian Marley débutent l'enregistrement en 2008, avec des sessions à Los Angeles et Miami. La majeure partie de l'album est produite par Damian Marley et son frère, Stephen. Nas prévoyait également de collaborer avec d'autres producteurs tels que Large Professor, The Alchemist, Jonathan « J.R. » Rotem et DJ Khalil.
Au niveau des collaborations, les artistes ont fait appel à Lil Wayne, K'Naan, Joss Stone et même Stephen, le frère de Damian. Ils réalisent également un « duo virtuel » avec le chanteur de reggae jamaïcain Dennis Brown, décédé en 1999.

## Liste des titres
Tous les morceaux sont produits par Damian Marley, à l'exception des titres 4, 9 et 11, produits par Stephen Marley.
| No  | Titre                                             | Auteur                                         | Contient un (des) sample(s) de                                                                      | Durée |
| --- | ------------------------------------------------- | ---------------------------------------------- | --------------------------------------------------------------------------------------------------- | ----- |
| 1.  | As We Enter                                       | Nasir Jones, Damian Marley, Mulatu Astatke     | Yègellé Tezeta de Mulatu Astatke                                                                    | 2:58  |
| 2.  | Tribes at War (featuring K'Naan)                  | Jones, Marley, Keinan Warsame                  | Tribal War de Little Roy                                                                            | 4:30  |
| 3.  | Strong Will Continue                              | Jones, Marley                                  | | 6:02  |
| 4.  | Leaders (featuring Stephen Marley)                | Jones, Marley, Stephen Marley                  | | 4:20  |
| 5.  | Friends                                           | Jones, Marley                                  | Undenge Uami de David Zé                                                                            | 4:49  |
| 6.  | Count Your Blessings                              | Jones, Marley                                  | | 4:24  |
| 7.  | Dispear                                           | Jones, Marley                                  | | 5:53  |
| 8.  | Land of Promise (featuring Dennis Brown)          | Jones, Marley, Dennis Brown                    | Promised Land de Dennis Brown                                                                       | 3:54  |
| 9.  | In His Own Words (featuring Stephen Marley)       | Jones, D. Marley, S. Marley                    | | 5:00  |
| 10. | Nah Mean                                          | Jones, Marley                                  | Kurikutè de Sara Chaves Moshitup de Just-Ice featuring KRS-One Ifa de Tunji Oyelana and The Benders | 4:09  |
| 11. | Patience                                          | Jones, Marley, Amadou Bajayoko, Mariam Doumbia | Sabali d'Amadou & Mariam                                                                            | 5:46  |
| 12. | My Generation (featuring Joss Stone et Lil Wayne) | Jones, Marley, Dwayne Carter                   | Generation de Ziggy Marley and The Melody Makers                                                    | 4:00  |
| 13. | Africa Must Wake Up (featuring K'naan)            | Jones, Marley, Warsame                         | | 6:41  |

| 14. | Ancient People (featuring Junior Reid) | Nasir Jones, Damian Marley, Junior Reid | 4:35 |

## Classements
| Classement / pays (2010)         | Meilleure position |
| -------------------------------- | ------------------ |
| Autriche Top 40                  | 53                 |
| Canadian Albums Chart            | 10                 |
| Pays-Bas                         | 72                 |
| Allemagne (Media Control Charts) | 38                 |
| Norvège                          | 32                 |
| Suède (Sverigetopplistan)        | 42                 |
| Suisse                           | 11                 |
| UK Albums Chart                  | 30                 |
| UK R&B Albums                    | 4                  |
| Billboard 200                    | 5                  |
| Billboard R&B/Hip-Hop Albums     | 1                  |
| Billboard Rap Albums             | 1                  |
| Billboard Reggae Albums          | 1                  |

### Classement de fin d'année
| Classement (2010) | Position |
| ----------------- | -------- |
| Billboard 200     | 170      |